# Polônia nos Jogos Olímpicos de Verão de 2000
A  Polônia competiu nos Jogos Olímpicos de Verão de 2000, em Sydney, na Austrália.